# Braunsapis affinissima
Braunsapis affinissima är en biart som först beskrevs av Giovanni Gribodo 1896.
Braunsapis affinissima ingår i släktet Braunsapis och familjen långtungebin. Inga underarter finns listade.